# Regio VIII Forum Romanum
La Regio VIII Forum Romanum era l'ottava delle 14 regioni di Roma augustea classificata poi nei Cataloghi regionari della metà del IV secolo con il nome Forum Romanum vel Magnum. Comprendeva l'area del Foro Romano repubblicano, da cui prese il nome, dei Fori Imperiali e il Campidoglio. Confinava a nord con le regioni VI e VII, a est con le regioni IV e X, a sud con la regione XI e a ovest con il Tevere e la regione IX.

## Topografia
La regione comprendeva il colle capitolino e l'area valliva compresa fra questo colle, il Palatino, la Velia e le pendici del Quirinale, nel cuore della città di Roma antica.
Alla metà del IV secolo il perimetro della Regio era indicata nei Cataloghi regionari in 14.067 piedi romani, pari a circa 4.200 metri.
Dall'Argileto verso est, la Via Sacra costituiva il confine tra la Regio VIII e la Regio IV Templum Pacis.
Le principali vie della regione erano la Via Sacra, il Clivus Argentarius, il Clivus Capitolinus, il Vicus Iugarius e il Vicus Tuscus.

## Caratteristiche
La Regio era divisa in 34 vici (rioni), 34 aediculae (edicole), 3.480 insulae (caseggiati), 130 domus (case patrizie), 18 horrea (magazzini), 85 balnea (bagni), 120 laci (fontane) e 20 pistrina (panetterie). L'area era sorvegliata da 2 curatores e da 48 vicomagistri.

## Principali monumenti pubblici
I principali monumenti della regione, molti dei quali ancora visibili, sono:
- arco aziaco e arco partico di Augusto
- arco degli Argentari
- arco di Scipione l'Africano
- arco di Settimio Severo
- arco di Tiberio
- atrium Minervae
- Basilica Argentaria
- basilica Giulia
- basilica Opimia
- basilica Porcia
- basilica Sempronia
- basilica Ulpia nel foro di Traiano
- carcere Mamertino
- casa delle Vestali
- colonna di Foca
- colonna Traiana
- Comitium
- Curia Hostilia
- Curia Iulia
- fonte di Giuturna
- Fornix Fabianus
- foro di Augusto
- foro di Cesare
- foro di Nerva
- foro di Traiano
- foro Romano
- Horrea Agrippiana
- insula dell'Ara Coeli
- Lacus Curtius
- lapis niger
- mercati di Traiano
- Miliarium Aureum
- Porta Fontinalis (appartenente alle mura serviane)
- portico degli Dei Consenti
- Porticus Margaritaria
- Regia
- rostri
- Statio cohortis VI vigilum
- Tabularium
- tempio dei Dioscuri
- tempio del Divo Giulio
- tempio del Divo Traiano
- tempio della Concordia
- tempio di Fortuna e il tempio di Mater Matuta
- tempio di Giove Feretrio, di incerta collocazione sul Campidoglio
- tempio di Giove Ottimo Massimo
- tempio di Giove Tonante, di incerta collocazione sul Campidoglio
- tempio di Giunone Moneta
- tempio di Marte Ultore
- tempio di Minerva
- tempio di Saturno
- tempio di Veiove
- tempio di Venere Genitrice
- tempio di Vespasiano
- tempio di Vesta
- tempio nuovo del divo Augusto
- Umbilicus Urbis Romae
- Volcanale